# Collegio di Tynemouth
Tynemouth è un collegio elettorale situato nel Tyne and Wear, nel Nord Est dell'Inghilterra, e rappresentato alla Camera dei comuni del Parlamento del Regno Unito. Elegge un membro del parlamento con il sistema first-past-the-post, ossia maggioritario a turno unico; l'attuale parlamentare è Alan Campbell del Partito Laburista, che rappresenta il collegio dal 1997.

## Estensione

Tynemouth dal 2010 al 2024

- 1918-1950: il County Borough di Tynemouth.
- 1950-1983: il County Borough di Tynemouth, e il distretto urbano di Whitley Bay.
- 1983-1997: i ward del borgo di North Tyneside di Chirton, Collingwood, Cullercoats, Monkseaton, North Shields, Riverside, St Mary's, Seatonville, Tynemouth e Whitley Bay.
- 1997-2010: i ward del borgo di North Tyneside di Chirton, Collingwood, Cullercoats, Monkseaton, North Shields, St Mary's, Seatonville, Tynemouth e Whitley Bay.
- 2010-2024: i ward del borgo di North Tyneside di Chirton, Collingwood, Cullercoats, Monkseaton North, Monkseaton South, Preston, St Mary's, Tynemouth, Valley e Whitley Bay.
- dal 2024: i ward del borgo di North Tyneside di Chirton, Collingwood, Cullercoats, Monkseaton North, Monkseaton South, Preston, Riverside (distretti elettorali FC, FD, FE, FF, FG e FH), St. Mary's, Tynemouth e Whitley Bay.[1]

Il collegio comprende Tynemouth, North Shields, Whitley Bay, Cullercoats, Monkseaton, e dal 2010 Shiremoor e Backworth.

## Membri del parlamento
| Elezione | Elezione          | Deputato       | Partito      |
| -------- | ----------------- | -------------- | ------------ |
|          | 1885              | Richard Donkin | Conservatore |
| 1900     | Leverton Harris   |                | Conservatore |
|          | 1906              | Herbert Craig  | Liberale     |
|          | 1918              | Charles Percy  | Conservatore |
| 1922     | Alexander Russell |                | Conservatore |
|          | 1945              | Grace Colman   | Laburista    |
|          | 1950              | Irene Ward     | Conservatore |
| Feb 1974 | Neville Trotter   |                | Conservatore |
|          | 1997              | Alan Campbell  | Laburista    |

## Elezioni

### Elezioni negli anni 2020
| Partito                    | Partito                                | Candidato                   | Risultati 4 luglio 2024 | Risultati 4 luglio 2024 |
| Partito                    | Partito                                | Candidato                   | Voti                    | %                       |
| -------------------------- | -------------------------------------- | --------------------------- | ----------------------- | ----------------------- |
|                            | Laburista                              | Alan Campbell               | 24 491                  | 50,58                   |
|                            | Conservatore                           | Lewis Bartoli               | 9 036                   | 18,66                   |
|                            | Reform UK                              | Rosalyn Elliot              | 7 392                   | 15,27                   |
|                            | Verdi                                  | Chloe-Louise Fawcett-Reilly | 3 592                   | 7,42                    |
|                            | Lib Dem                                | John Appleby                | 2 709                   | 5,60                    |
|                            | Indipendente                           | Mustaque Rahman             | 531                     | 1,10                    |
|                            | Party of Women                         | Kelly Dougall               | 286                     | 0,59                    |
|                            | Indipendente                           | Christopher Greener         | 273                     | 0,56                    |
|                            | Heritage                               | Adam Thewlis                | 108                     | 0,22                    |
|                            |                                        |                             |                         |                         |
| Iscritti                   | Iscritti                               | Iscritti                    | 73 469                  | 100,00                  |
| ↳ Votanti (% su iscritti)  | ↳ Votanti (% su iscritti)              | ↳ Votanti (% su iscritti)   | 48 418                  | 65,90                   |
| ↳ Astenuti (% su iscritti) | ↳ Astenuti (% su iscritti)             | ↳ Astenuti (% su iscritti)  | 25 051                  | 34,10                   |
|                            |                                        |                             |                         |                         |
|                            | Esito: collegio confermato a Laburista |                             |                         |                         |

### Elezioni negli anni 2010
| Partito                    | Partito                                | Candidato                  | Risultati 12 dicembre 2019 | Risultati 12 dicembre 2019 |
| Partito                    | Partito                                | Candidato                  | Voti                       | %                          |
| -------------------------- | -------------------------------------- | -------------------------- | -------------------------- | -------------------------- |
|                            | Laburista                              | Alan Campbell              | 26 928                     | 48,06                      |
|                            | Conservatore                           | Lewis Bartoli              | 22 071                     | 39,39                      |
|                            | Lib Dem                                | John Appleby               | 3 791                      | 6,77                       |
|                            | Brexit                                 | Ed Punchard                | 1 963                      | 3,50                       |
|                            | Verdi                                  | Julia Erskine              | 1 281                      | 2,29                       |
|                            |                                        |                            |                            |                            |
| Iscritti                   | Iscritti                               | Iscritti                   | 77 261                     | 100,00                     |
| ↳ Votanti (% su iscritti)  | ↳ Votanti (% su iscritti)              | ↳ Votanti (% su iscritti)  | 56 034                     | 72,53                      |
| ↳ Astenuti (% su iscritti) | ↳ Astenuti (% su iscritti)             | ↳ Astenuti (% su iscritti) | 21 227                     | 27,47                      |
|                            |                                        |                            |                            |                            |
|                            | Esito: collegio confermato a Laburista |                            |                            |                            |

| Partito                    | Partito                                | Candidato                  | Risultati 8 giugno 2017 | Risultati 8 giugno 2017 |
| Partito                    | Partito                                | Candidato                  | Voti                    | %                       |
| -------------------------- | -------------------------------------- | -------------------------- | ----------------------- | ----------------------- |
|                            | Laburista                              | Alan Campbell              | 32 395                  | 56,98                   |
|                            | Conservatore                           | Nick Varley                | 20 729                  | 36,46                   |
|                            | Lib Dem                                | John Appleby               | 1 724                   | 3,03                    |
|                            | UKIP                                   | Stuart Haughton            | 1 257                   | 2,21                    |
|                            | Verdi                                  | Julia Erskine              | 629                     | 1,11                    |
|                            | Indipendente                           | Anthony Jull               | 124                     | 0,22                    |
|                            |                                        |                            |                         |                         |
| Iscritti                   | Iscritti                               | Iscritti                   | 76 339                  | 100,00                  |
| ↳ Votanti (% su iscritti)  | ↳ Votanti (% su iscritti)              | ↳ Votanti (% su iscritti)  | 56 858                  | 74,48                   |
| ↳ Astenuti (% su iscritti) | ↳ Astenuti (% su iscritti)             | ↳ Astenuti (% su iscritti) | 19 481                  | 25,52                   |
|                            |                                        |                            |                         |                         |
|                            | Esito: collegio confermato a Laburista |                            |                         |                         |

| Partito                    | Partito                                | Candidato                  | Risultati 7 maggio 2015 | Risultati 7 maggio 2015 |
| Partito                    | Partito                                | Candidato                  | Voti                    | %                       |
| -------------------------- | -------------------------------------- | -------------------------- | ----------------------- | ----------------------- |
|                            | Laburista                              | Alan Campbell              | 25 791                  | 48,21                   |
|                            | Conservatore                           | Glenn Hall                 | 17 551                  | 32,81                   |
|                            | UKIP                                   | Gary Legg                  | 6 541                   | 12,23                   |
|                            | Verdi                                  | Julia Erskine              | 2 017                   | 3,77                    |
|                            | Lib Dem                                | John Paton-Day             | 1 595                   | 2,98                    |
|                            |                                        |                            |                         |                         |
| Iscritti                   | Iscritti                               | Iscritti                   | 77 528                  | 100,00                  |
| ↳ Votanti (% su iscritti)  | ↳ Votanti (% su iscritti)              | ↳ Votanti (% su iscritti)  | 53 495                  | 69,00                   |
| ↳ Astenuti (% su iscritti) | ↳ Astenuti (% su iscritti)             | ↳ Astenuti (% su iscritti) | 24 033                  | 31,00                   |
|                            |                                        |                            |                         |                         |
|                            | Esito: collegio confermato a Laburista |                            |                         |                         |

| Partito                    | Partito                    | Candidato                  | Risultati 6 maggio 2010 | Risultati 6 maggio 2010 |
| Partito                    | Partito                    | Candidato                  | Voti                    | %                       |
| -------------------------- | -------------------------- | -------------------------- | ----------------------- | ----------------------- |
|                            | Laburista                  | Alan Campbell              | 23 860                  | 45,30                   |
|                            | Conservatore               | Wendy Morton               | 18 121                  | 34,41                   |
|                            | Lib Dem                    | John Appleby               | 7 845                   | 14,90                   |
|                            | BNP                        | Dorothy Brooke             | 1 404                   | 2,67                    |
|                            | UKIP                       | Natasha Payne              | 900                     | 1,71                    |
|                            | Verdi                      | Julia Erskine              | 538                     | 1,02                    |
|                            |                            |                            |                         |                         |
| Iscritti                   | Iscritti                   | Iscritti                   | 75 672                  | 100,00                  |
| ↳ Votanti (% su iscritti)  | ↳ Votanti (% su iscritti)  | ↳ Votanti (% su iscritti)  | 52 668                  | 69,60                   |
| ↳ Astenuti (% su iscritti) | ↳ Astenuti (% su iscritti) | ↳ Astenuti (% su iscritti) | 23 004                  | 30,40                   |

### Elezioni negli anni 2000
| Partito                    | Partito                                | Candidato                  | Risultati 5 maggio 2005 | Risultati 5 maggio 2005 |
| Partito                    | Partito                                | Candidato                  | Voti                    | %                       |
| -------------------------- | -------------------------------------- | -------------------------- | ----------------------- | ----------------------- |
|                            | Laburista                              | Alan Campbell              | 20 143                  | 47,00                   |
|                            | Conservatore                           | Michael McIntyre           | 16 000                  | 37,33                   |
|                            | Lib Dem                                | Colin Finlay               | 6 716                   | 15,67                   |
|                            |                                        |                            |                         |                         |
| Iscritti                   | Iscritti                               | Iscritti                   | 64 064                  | 100,00                  |
| ↳ Votanti (% su iscritti)  | ↳ Votanti (% su iscritti)              | ↳ Votanti (% su iscritti)  | 42 859                  | 66,90                   |
| ↳ Astenuti (% su iscritti) | ↳ Astenuti (% su iscritti)             | ↳ Astenuti (% su iscritti) | 21 205                  | 33,10                   |
|                            |                                        |                            |                         |                         |
|                            | Esito: collegio confermato a Laburista |                            |                         |                         |

| Partito                    | Partito                                | Candidato                  | Risultati 7 giugno 2001 | Risultati 7 giugno 2001 |
| Partito                    | Partito                                | Candidato                  | Voti                    | %                       |
| -------------------------- | -------------------------------------- | -------------------------- | ----------------------- | ----------------------- |
|                            | Laburista                              | Alan Campbell              | 23 364                  | 53,22                   |
|                            | Conservatore                           | Karl Poulsen               | 14 686                  | 33,45                   |
|                            | Lib Dem                                | Penny Reid                 | 5 108                   | 11,63                   |
|                            | UKIP                                   | Michael Rollings           | 745                     | 1,70                    |
|                            |                                        |                            |                         |                         |
| Iscritti                   | Iscritti                               | Iscritti                   | 65 137                  | 100,00                  |
| ↳ Votanti (% su iscritti)  | ↳ Votanti (% su iscritti)              | ↳ Votanti (% su iscritti)  | 43 903                  | 67,40                   |
| ↳ Astenuti (% su iscritti) | ↳ Astenuti (% su iscritti)             | ↳ Astenuti (% su iscritti) | 21 234                  | 32,60                   |
|                            |                                        |                            |                         |                         |
|                            | Esito: collegio confermato a Laburista |                            |                         |                         |

## Risultati dei referendum

### Referendum sulla permanenza del Regno Unito nell'Unione europea del 2016
|             | Collegio    | Lasciare UE % | Rimanere in UE % |
| ----------- | ----------- | ------------- | ---------------- |
|             | Tynemouth   | 47,8%         | 52,2%            |
|             | Inghilterra | 53,3%         | 46,7%            |
| Regno Unito | 51,9%       | 48,1%         |                  |